# مرگ حتمی ۴: انتقام
مرگ حتمی ۴: انتقام (انگلیسی: Sure Death 4: Revenge) فیلمی به کارگردانی کینجی فوکاساکو است که در سال ۱۹۸۷ منتشر شد.

## بازیگران
- ماکوتو فوجیتا
- هیروآکی موراکامی
- کین سوگای
- میتسوکو بایشو
- هیدئو موروتا
- هیتومی کوبایاشی
- هیرویوکی سانادا
- سونی چیبا
- کیوکو کیشیدا